# Guerra civil ecuatoriana de 1882-1883
La guerra civil de 1882 a 1883 o Guerra de la Restauración fue un conflicto civil ecuatoriano que enfrentó a las fuerzas del gobierno del dictador Ignacio de Veintemilla contra el bando de los rebeldes conservadores y liberales por el gobierno de la República del Ecuador.

## Antecedentes

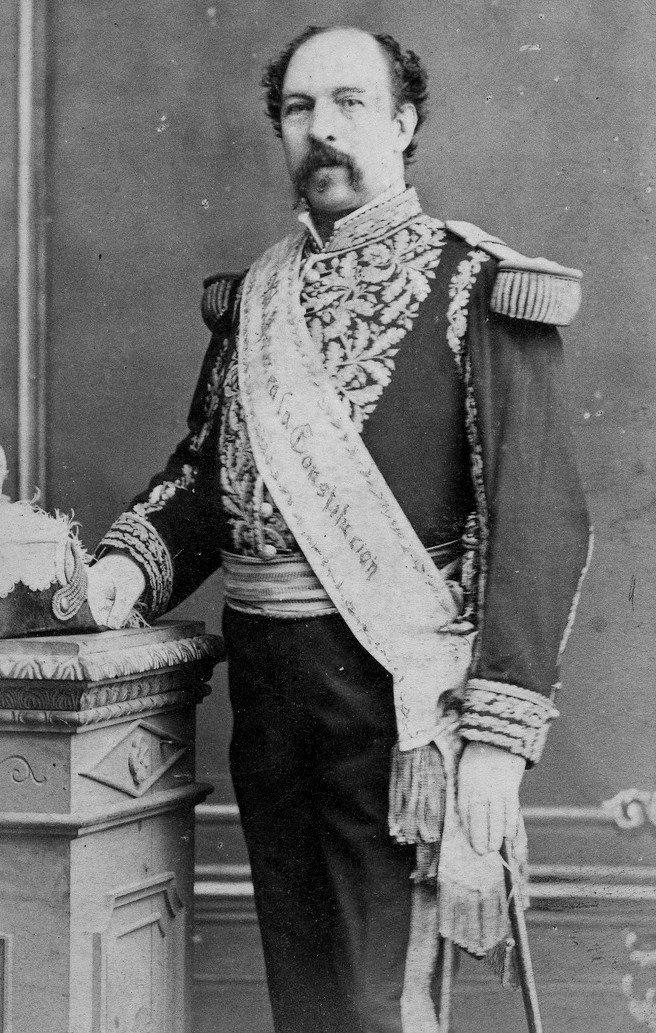
Fotografía oficial del general Ignacio de Veintemilla como Presidente Constitucional de la República del Ecuador.

El general Ignacio de Veintemilla había llegado al poder político después de liderar -conjuntamente con los expresidentes liberales José María Urbina y Francisco Robles- la revolución que finalizó con el derrocamiento y destierro del presidente Antonio Borrero (1875-1876) en 1876.
Elegido como nuevo Presidente Constitucional de la República del Ecuador en la asamblea constituyente de 1878 -convocada en la ciudad de Ambato- para el período (1878-1882) inició un período de represión -apoyado por la continua concesión de facultades extraordinarias por parte del poder legislativo- que hizo que personajes de ideología liberal se fueran alejando del gobierno, convirtiéndose en un enemigo común entre conservadores y liberales por sus agresiones tanto a la Iglesia católica como a las libertades.
Su gobierno estuvo caracterizado por las continuas purgas políticas: Se realizaron asesinatos de personajes que podrían desestabilizar al régimen (José Ignacio Checa y Barba, Vicente Piedrahíta); o se recurrió al destierro (Rafael Carvajal, Secundino Darquea, Juan Montalvo) o la flagelación (Miguel Valverde) de opositores políticos.
Entre 1880 y 1881 se produjo un boom del cacao, lo que trajo gran afluencia económica al gobierno. La mayoría del dinero era utilizado para financiar el lujo del presidente Ignacio de Veintemilla (banquetes, salario personal exorbitante, compra y mantenimiento de caballos) y para enriquecer a sus partidarios (en el ejército ecuatoriano, en la administración pública, en la parentela y en las amistades personales).
Terminado su mandato presidencial en 1882, el presidente decidió mantenerse en el poder indefinidamente por medio de un autogolpe de Estado. Los miembros del Consejo Cantonal de la ciudad de Quito (capital de la República del Ecuador) y empleados públicos proclamaron la dictadura de Ignacio de Veintemilla el 26 de marzo de 1882.

## Guerra civil

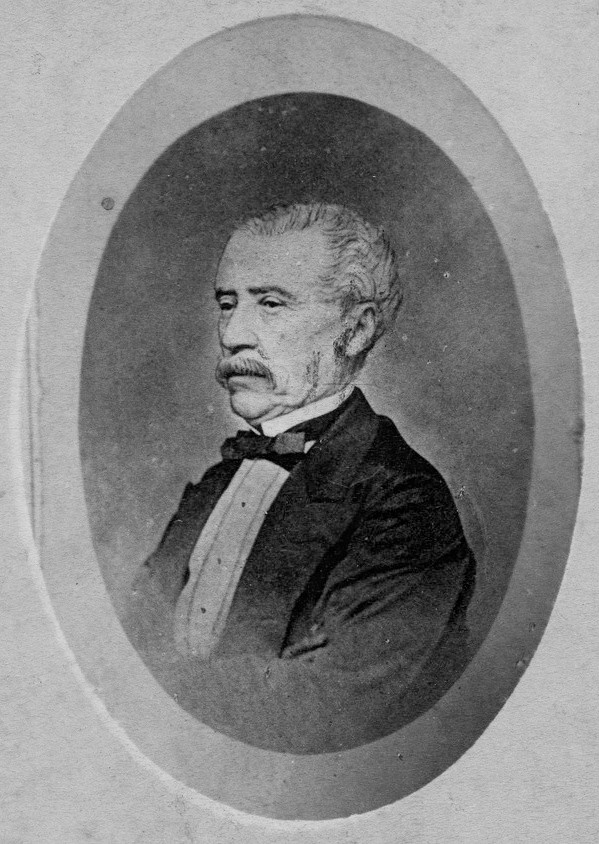
El expresidente José María Urbina y Viteri lideraría las fuerzas rebeldes del general Ignacio de Veintemilla contra el ejército gobiernista del presidente Antonio Borrero en 1876.

La oposición a un autogolpe de Estado militar produjo un severo descontento en la población civil y en los círculos militares no afines al régimen. Los mandos militares serían los encargados de realizar conspiraciones buscando el derrocamiento de la dictadura veintemillista.
El primer objetivo era la obtención de armas y municiones (financiadas con créditos) y la formación de un ejército (formado principalmente por voluntarios de la sociedad civil y soldados veintemillistas que habían abandonado al gobierno).
El coronel liberal Eloy Alfaro había iniciado operaciones militares en 1882 intentando conquistar la ciudad de Esmeraldas, sin embargo fue derrotado y tuvo que escapar a la ciudad de Panamá. El patrocinio económico de Luis Vargas Torres y el reclutamiento de voluntarios permiten conquistar Esmeraldas después que el ejército dictatorial abandonara la ciudad el 9 de enero de 1883. Este hecho otorgaría a Eloy Alfaro la Jefatura Suprema (gobierno de facto) de la provincia de Esmeraldas -ciudad a la que llegaría el 8 de febrero de 1883-.
Alfaro invadió la provincia de Manabí, y sin dificultad ninguna fue barriendo de todos sus pueblos los soldados y autoridades veintemillistas. Las fuerzas dictatoriales montaban a unas 600 plazas al mando del general Ampuero. Cuando supo que Alfaro había pisado el territorio de la provincia, movió sus tropas en son de abrir operaciones y las concentró en el cantón Rocafuerte. Pocos días después, sin haber hecho un solo tiro, entró en arreglos con el jefe contrario, le entregó todas las armas y disolvió su ejército. El 17 de marzo de 1883 Alfaro ingresa en la ciudad de Montecristi.
Dueño Alfaro de las provincias de Manabí y Esmeraldas, dio a entrambas, los empleados necesarios. Se conoce que ordenó juzgamientos por consejo de guerra, fusilamientos y confiscación de bienes a los partidarios del gobierno.
El sargento liberal José María Sarasti -que había participado en el bando gobiernista del presidente Antonio Borrero- al conocer la noticia del autogolpe del general Veintemilla, decidió iniciar operaciones de guerrilla acompañado de sus amigos y familiares.
Después de un éxito inicial al apoderarse del cuartel de la guarnición de la ciudad de Riobamba, fue abandonado por sus hombres y se dirigió a la ciudad de Baños para reorganizarse. En Baños -logró formar un nuevo ejército facilitado por su carisma y la deserción de las fuerzas dictatoriales-.
En diciembre de 1883 realizó una invasión al Cantón Penipe y estando en Quero sorprendió el 27 a una columna de seiscientos soldados dictatoriales mandada por el coronel Pedro Pablo Echeverría y la desbarató, causándole innumerables bajas.
Con tan acción arribó a la ciudad de Ambato, fue aclamado general, el pueblo le victoreó con entusiasmo y lo declararon Jefe del ejército Restaurador y héroe de la Campaña.
El general conservador Francisco Javier Salazar se había autoexiliado en la República del Perú desde 1876 -debido a un motín popular ocurrido en la plaza del Palacio de Carondelet (Palacio de Gobierno) el 2 de octubre de 1875 que motivo la dimisión de su cargo de Ministro de Guerra y Marina que ocupaba en el gobierno del encargado del poder ejecutivo Francisco Javier León-. Decidido a combatir la dictadura veintemillista, decidió su regreso al Ecuador en 1882.
En la ciudad de peruana de Piura y al mando de un pequeño grupo de voluntarios y de desterrados por el gobierno de Veintemilla, invadió la provincia de Loja -entrando por el Cantón Celica- logrando conquistar la capital provincial (la ciudad de Loja) y fue designado Comandante en Jefe de las Operaciones.
De Loja pasó al Cantón Alausí y derrotó al ejército dictatorial del comandante Víctor Fiallo. En la ciudad de Ambato se unió a las fuerzas del general José María Sarasti.
Juntos los generales José María Sarasti y Francisco Javier Salazar al mando del ejército restaurador, asediaron la capital del país (Quito), cuya guarnición estaba al mando de Marietta de Veintemilla -sobrina de Ignacio de Veintemilla-. La capital es conquistada el 10 de enero de 1883, la jefa de la guarnición fue encarcelada y posteriormente desterrada. Los notables de la capital eligieron un nuevo gobierno que gobierne la ciudad de manera provisional.
El dictador Ignacio de Veintemilla había fijado su cuartel general en la ciudad de Guayaquil en donde reunió la mayoría de su ejército y armamento. Mientras tanto las fuerzas conservadoras y liberales decidieron realizar un ataque combinado para lograr la expulsión de Veintemilla del país.
Finalmente el 9 de julio de 1883, la ciudad de Guayaquil es conquistada por el ejército rebelde. El dictador Veintemilla -tras depositar sus vales por sueldos que sumaban 120.000 pesos, tomó dicha cantidad de dos bancos- abandonó el país por el río Guayas a bordo del vapor Santa Lucía.
Se convocó al pueblo guayaquileño y a los notables de la ciudad para elegir a un nuevo gobernante provisional que gobernará la provincia de Guayas. Fue elegido Pedro Carbo mediante votación popular.
Instaurados tres gobiernos de facto en el país, se decidió de manera conjunta convocar una nueva asamblea constituyente -convocada en la ciudad de Quito- para restaurar el orden jurídico en la República.

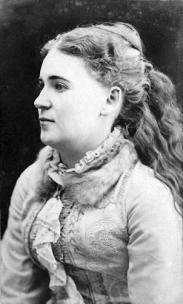
Marietta de Veintemilla ejercío durante el gobierno de Ignacio de Veintemilla como primera dama de Ecuador y como jefe de la guarnición de Quito.

## Consecuencias
En la capital fue realizado el juicio penal de Ignacio de Veintemilla. La causa terminó con una sentencia que nunca llegó a ejecutarse; se le condenó como autor del robo con fuerza y violencia de los bancos de la Unión y del Ecuador; culpable de abuso de autoridad y malversación de fondos públicos.
La asamblea constituyente, conformada en su mayoría por los participantes del gobierno transitorio de los partidos conservador y liberal y sus diferentes facciones, siendo la mayoritaria la facción progresista dentro del conservadurismo eligió el 15 de octubre de 1883 a José María Plácido Caamaño -que había participado en la guerra civil contra el dictador- presidente interino. Finalmente la asamblea constituyente promulgó la Novena Constitución del Ecuador. Sancionada la Constitución, José María Plácido Caamaño fue elegido Presidente Constitucional de la República el 10 de febrero de 1884.
La elección de José María Plácido Caamaño para el período (1884-1888) comenzó la etapa progresista que duraría hasta la revolución liberal de 1895.
Las organizaciones masónicas establecidas en el territorio ecuatoriano, abandonaron el país, quedando entonces vacante el Ecuador, hasta que en 1897 fueron restablecidos por el gobierno de Eloy Alfaro (1897-1901).